# علم الأمم المتحدة
اعتمد علم الأمم المتحدة من قبل الجمعية العامة للأمم المتحدة في 20 أكتوبر 1947. يستخدم العلم اللون الأزرق كخلفية للنمط والأبيض للرسم، وهذين اللونين هما اللونان الرسميان للأمم المتحدة.الشكل المركزي تحيط به أغصان الزيتون التي ترمز للسلام، في داخلها خريطة العالم من خلال إسقاطها على القطب الشمالي ولذلك فإن القارة القطبية الجنوبية غير ممثلة.
العلم الأول ٱستعمل في مؤتمر الأمم المتحدة الذي عقد في حزيران 1945 في سان فرانسيسكو ويختلف عن العلم الحالي في مكان القارات 90 درجة شرقا. فقدمت ووزعت على الصحافة واعتمدت رسميا من قبل الجمعية العامة للأمم المتحدة في 7 ديسمبر 1946. ولكن في أكتوبر تشرين الأول 1947 تم استبدال العلم بتغيير توجهات القارات ووفقا للصحافيين لاستبعاد أمريكا الشمالية من وسط الشعار.

## شعار الأمم المتحدة

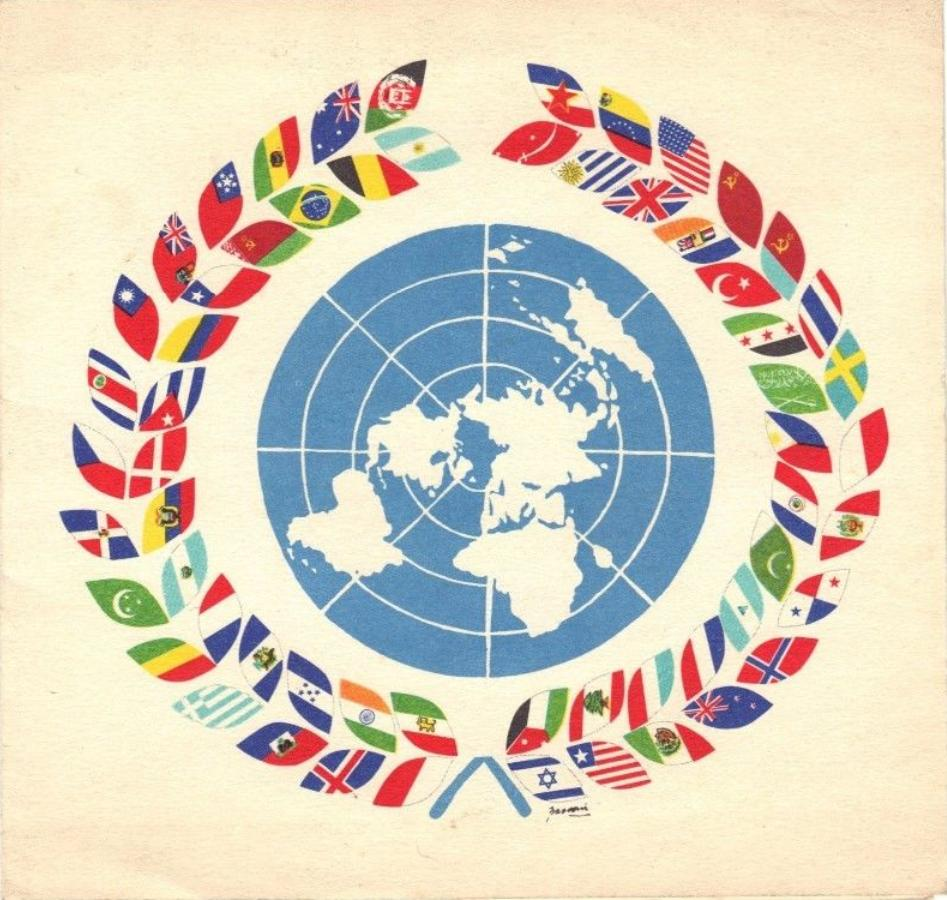
علم إكليل الغار 1955

صُمم هذا الشعار خلال انعقاد مؤتمر الامم المتحدة عام 1945 على يد فريق مصممين يترأسه السيد أوليفر لينكولن لوندكويست. اُعتمد التصميم في تاريخ 7 ديسمبر 1946. تستخدم وكالات الامم المتحدة شعار الأمم المتحدة في تصاميم شعاراتها كما ويُستخدم الشعار على الطوابع البريدية الصادرة عنها.
تم اختيار اللون الأزرق الذي يظهر في خلفية الشعار ليكون «عكس اللون الأحمر، لون الحرب». كان اللون الأصلي الذي اختارته المجموعة في عام 1945 أزرق مائل إلى الرمادي ويختلف عن علم الأمم المتحدة الحالي.

## التصميم
يتكون علم الأمم المتحدة من الشعار الأبيض على خلفية زرقاء سماوية. يصور الشعار إسقاطًا سمتيًا متساوي الأبعاد لخريطة العالم، متمركزًا في القطب الشمالي، مع تقسيم الكرة الأرضية في المنتصف بواسطة خط الطول الرئيسي وخط التاريخ الدولي، مما يضمن عدم ظهور أي دولة في مكان بارز داخل العلم. يمتد إسقاط الخريطة إلى خط عرض 60 درجة جنوبًا، ويتضمن خمس دوائر متحدة المركز. الخريطة منقوشة داخل إكليل يتكون من أغصان تقليدية متقاطعة لشجرة الزيتون.

شعار الأمم المتحدة.

حجم الشعار الموجود على العلم هو نصف عرض العلم نفسه. نسب العلم لنسبة العرض إلى الارتفاع لارتفاع العلم إلى عرضه تساوي 2:3، 3:5 أو نفس نسب العلم الوطني لأي بلد يرفع فيه علم الأمم المتحدة. الأبيض والأزرق هما اللونان الرسميان للأمم المتحدة. رمز لون الخلفية الأزرق الفاتح 2925 هو بحسب Pantone Matching System. وهو يقارب اللون الأزرق السماوي. تعتبر أغصان الزيتون رمزاً للسلام، وخريطة العالم تمثل كافة شعوب ودول العالم.

## اعلام مشتقة

### الوكالات والمنظمات الدولية
| العلم والشعار | اختصار المنظمة | اسم المنظمة                     |
| ------------- | -------------- | ------------------------------- |
|               | IAEA           | الوكالة الدولية للطاقة الذرية   |
|               | ICAO           | منظمة الطيران المدني الدولي     |
|               | ILO            | منظمة العمل الدولية             |
|               | IMO            | المنظمة البحرية الدولية         |
|               | ITU            | الاتحاد الدولي للاتصالات        |
|               | UNESCO         | اليونسكو                        |
|               | UNICEF         | اليونيسف                        |
|               | UPU            | الاتحاد البريدي العالمي         |
|               | WFP            | برنامج الأغذية العالمي          |
|               | WHO            | منظمة الصحة العالمية            |
|               | WMO            | المنظمة العالمية للأرصاد الجوية |

## انظر ايضا
راية الأرض
علم شرف الأمم المتحدة